# Ignacy (Rumiancew)
Ignacy, imię świeckie Gieorgij Sierafimowicz Rumiancew (ur. 7 sierpnia 1971 w Czerkizowie) – rosyjski biskup prawosławny.

## Życiorys
Ukończył studia na Moskiewskim Państwowym Uniwersytecie Lasu na kierunku maszyny liczące, kompleksy, systemy i sieci w 1989. W wieku dwudziestu czterech lat wstąpił jako posłusznik do monasteru św. Jana Teologa w Poszczupowie. Wieczyste śluby mnisze złożył w tym samym klasztorze 20 kwietnia 1997 przed archimandrytą Ablem (Makiedonowem), przyjmując imię Ignacy na cześć św. Ignacego z Athosu. 21 maja 1997 został wyświęcony na hierodiakona przez arcybiskupa riazańskiego Szymona. W latach 1996–1997 uczył się w szkole duchownej w Riazaniu, ponadto od 1996 do 2000 był katechetą w szkole podstawowej w Poszczupowie.
W monasterze w Poszczupowie był bibliotekarzem i lektorem, a od 1999 także ekonomem monasteru. 10 grudnia tego samego roku biskup szacki Józef wyświęcił go na hieromnicha. W 2000 ukończył seminarium duchowne w Moskwie, zaś w 2009 – Moskiewską Akademię Duchowną. W 2002 został zwolniony z obowiązków ekonoma monasteru w Poszczupowie i został proboszczem cerkwi św. Mikołaja Jamskiego w Riazaniu, będącego placówką filialną klasztoru. Od 2002 do 2006 był także proboszczem cerkwi Ikony Matki Bożej „Zmiękczenie Złych Serc” przy żeńskiej kolonii wychowawczej w Lgowie. Opiekował się także pacjentami szpitala wojskowego w Riazaniu i znajdującą się przy nim kaplicą św. Łukasza Symferopolskiego. W 2004 został kierownikiem składu książek przy monasterze w Poszczupowie, a w 2006 – ponownie jego ekonomem. W 2009 otrzymał godność igumena.
26 grudnia 2012 Święty Synod Rosyjskiego Kościoła Prawosławnego nominował go na biskupa uwarowskiego i kirsanowskiego, pierwszego ordynariusza nowo powstałej eparchii. W związku z tym 30 grudnia 2012 otrzymał godność archimandryty. Jego chirotonia biskupia odbyła się 25 stycznia 2013 w cerkwi domowej św. Tatiany Rzymianki przy Uniwersytecie Moskiewskim. W charakterze konsekratorów udział wzięli w niej patriarcha moskiewski i całej Rusi Cyryl, metropolici sarański i mordowski Warsonofiusz, riazański i michajłowski Paweł, achalciski i kumurdojski Mikołaj (Gruziński Kościół Prawosławny), tambowski i rasskazowski Teodozjusz, arcybiskupi wieriejski Eugeniusz oraz biskup sołniecznogorski Sergiusz.